# بياتريس بيريرا دي ألفيم
بياتريس بيريرا دي ألفيم (بالبرتغالية: Beatriz Pereira Alvim) (1380-1415) هي من نبلاء البرتغال، هي ابنة نونو ألفاريز بيريرا وليونور دي ألفيم.
في 8 نوفمبر 1401 تزوجت ألفونسو, كونت بارسيلوس  ابن الغير الشرعي للملك جواو الأول ملك البرتغال، توفيت قبل أن يصبح زوجها دوق براغانزا.
كان لـ أفونسو وبياتريس ثلاثة أبناء:-
- أفونسو دي براغانزا (1400-1460) - رابع كونت أوريم, وأول ماركيز فالينسا.
- إيزابيل دي براغانزا (1402-1465) - تزوجت من عمها إنفانتي جواو كونستابل البرتغال.
- فرناندو الأول دوق براغانزا (1403-1478) - خلف والده كـ دوق الثاني لـ براغانزا.

## بيليوغرافيا
- Carvalho Correia, Francisco (2008). O Mosteiro de Santo Tirso de 978 a 1588: a silhueta de uma entidade projectada no chao de uma história milenária (بالبرتغالية). Santiago de Compostela: Universidade de Santiago de Compostela: Servizo de Publicacións e Intercambio Científico. Archived from the original on 2016-03-03. {{استشهاد بكتاب}}: تجاهل المحلل الوسيط |الرقم المعياري= لأنه غير معروف، ويقترح استخدام |ردمك= (help)
- Sotto Mayor Pizarro, José Augusto (1987). Os Patronos do Mosteiro de Grijó (بالبرتغالية). Oporto. Archived from the original on 2019-03-30. {{استشهاد بكتاب}}: تجاهل المحلل الوسيط |الرقم المعياري= لأنه غير معروف، ويقترح استخدام |ردمك= (help)صيانة الاستشهاد: مكان بدون ناشر (link)